# Görresburg
Koordinaten: 50° 28′ 56,2″ N, 6° 37′ 5,7″ O
Die Görresburg ist ein gallorömischer Tempelbezirk auf einem Hügel am Rande des Urfttales bei Nettersheim in der Eifel mit einem Heiligtum der Matronae Aufaniae. 
Sein Ursprung geht nicht in vorrömische Zeit zurück, sondern ein mit einem Holzzaun eingefriedeter Kultplatz mit einem Erdaltar in seinem Zentrum bestand erst seit der zweiten Hälfte des 1. Jahrhunderts.
Der heute teilrekonstruierte Haupttempel, der kein gallorömischer Umgangstempel war, wurde Mitte des 2. Jahrhunderts errichtet.
Genutzt wurde das Heiligtum wahrscheinlich bis Anfang des 5. Jahrhunderts.
Eine Umfassungsmauer umschließt das Heiligtum, das aus drei separaten kleineren Bauten (Cellae) besteht. Auch außerhalb dieser Mauer wurden Gebäudereste gefunden.
Die Tempelanlage befindet sich in direkter Nähe zu einem römischen Vicus aus der gleichen Zeit und bildet mit weiteren zahlreichen Siedlungs- und Straßenspuren auf der Nettersheim-Marmagener Hochfläche den römischen Siedlungsbezirk Marcomagus, der bereits im Itinerarium Antonini aufgeführt ist. Die sachlich irreführende Bezeichnung „Görresburg“ geht auf die alte Flurbezeichnung der Fundstätte in der Gemarkung Nettersheim zurück, die aus der Zeit vor der Entdeckung des Römertempels stammt.
Das Matronenheiligtum zählt zu den bedeutenden Funden in der römischen Provinz Germania inferior und ist für die siedlungs- und religionsgeschichtliche Forschung im Rheinland von großer Wichtigkeit (vgl. Spickermann 2008). Es wurde im Jahre 1909 entdeckt und vom Provinzialmuseum Bonn unter Leitung von Hans Lehner und Joseph Hagen ergraben. Neben zahlreichen Kleinfunden wurden vor allem Matronendenkmäler und Weihesteine in großer Zahl entdeckt, die auf eine intensive Benutzung der Weihestätte schließen lassen. Insgesamt wurden mehr als 40 Inschriftensteine oder Bruchstücke gesichert. Die Steindenkmäler werden im Rheinischen Landesmuseum in Bonn aufbewahrt.
Der Befund wurde in den Jahren 1976 und 1977 gesichert und teilrekonstruiert, so dass die Umrisse der Gebäude heute deutlich werden. Zudem wurden Nachbildungen von drei Weihesteinen an der Tempelwand aufgestellt. Das Heiligtum ist damit seit 1977 touristisch erschlossen und heute Teil des Archäologischen Landschaftsparks, der am 18. Mai 2014 eröffnet wurde und den gesamten Vicus bis zum „Steinrütsch“ in der Urftaue umfasst.

Gallo-römischer Tempelbezirk Görresburg bei Nettersheim
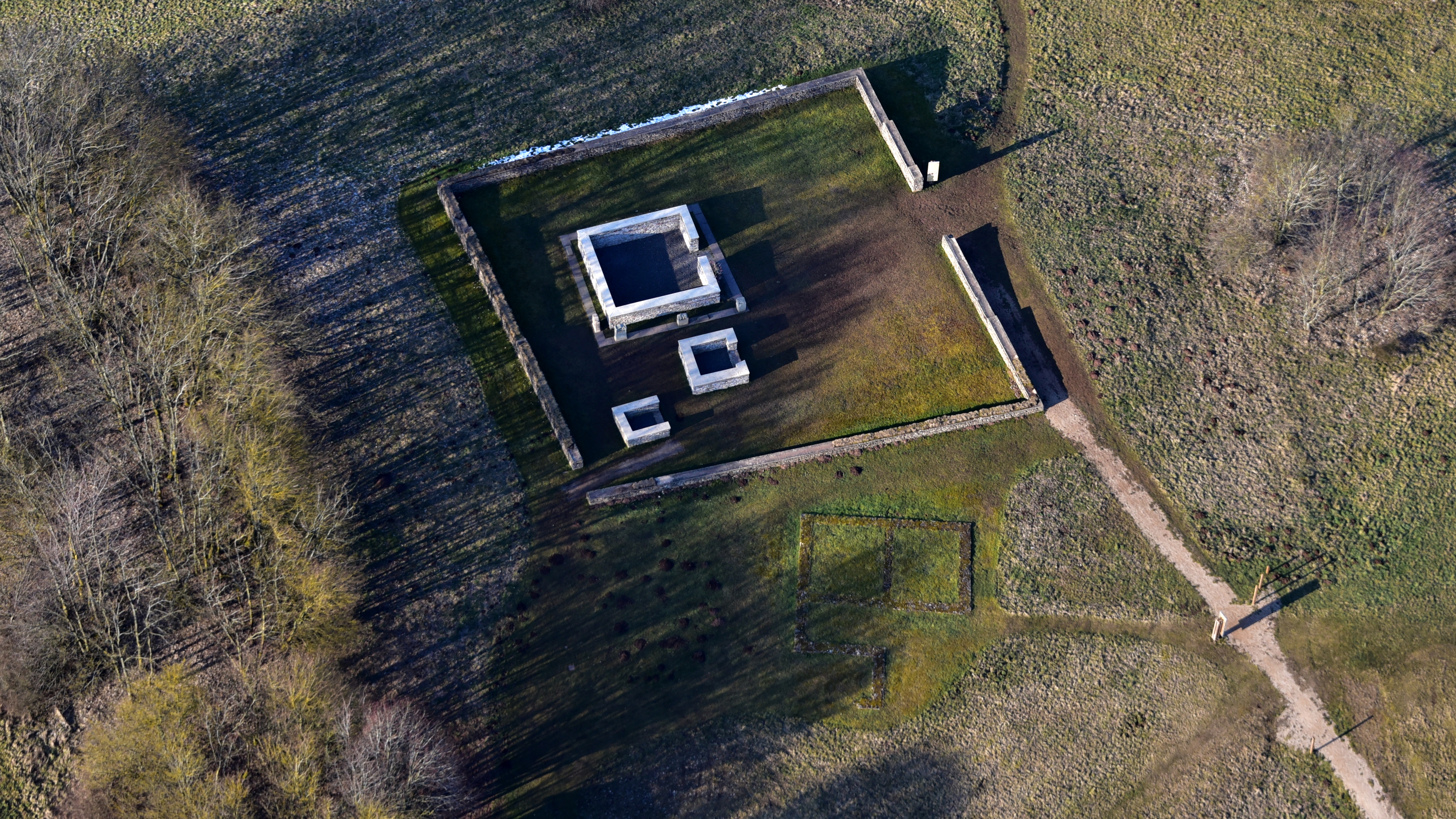
Görresburg, Luftbild (2016)
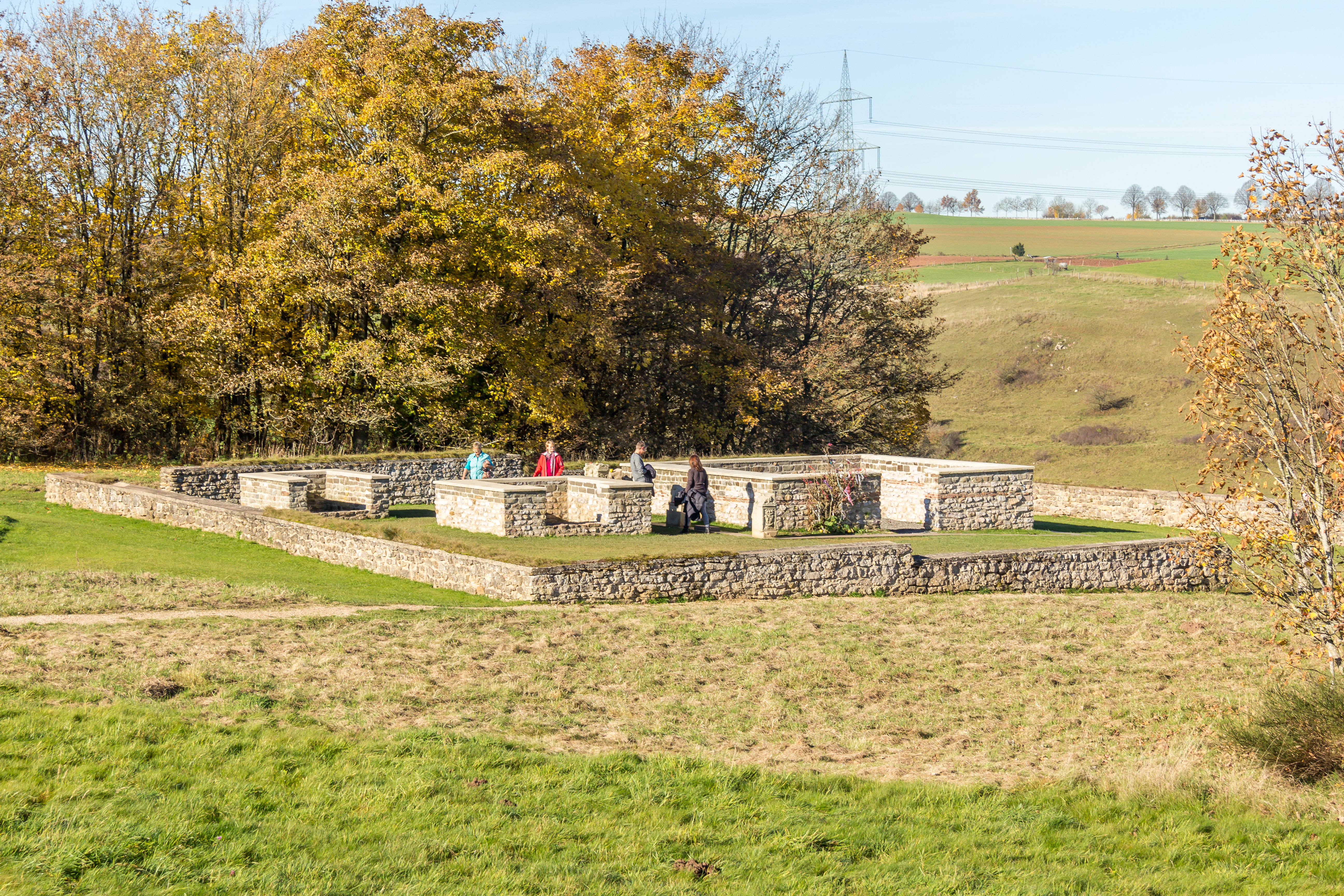
Aufgemauerter Grundriss
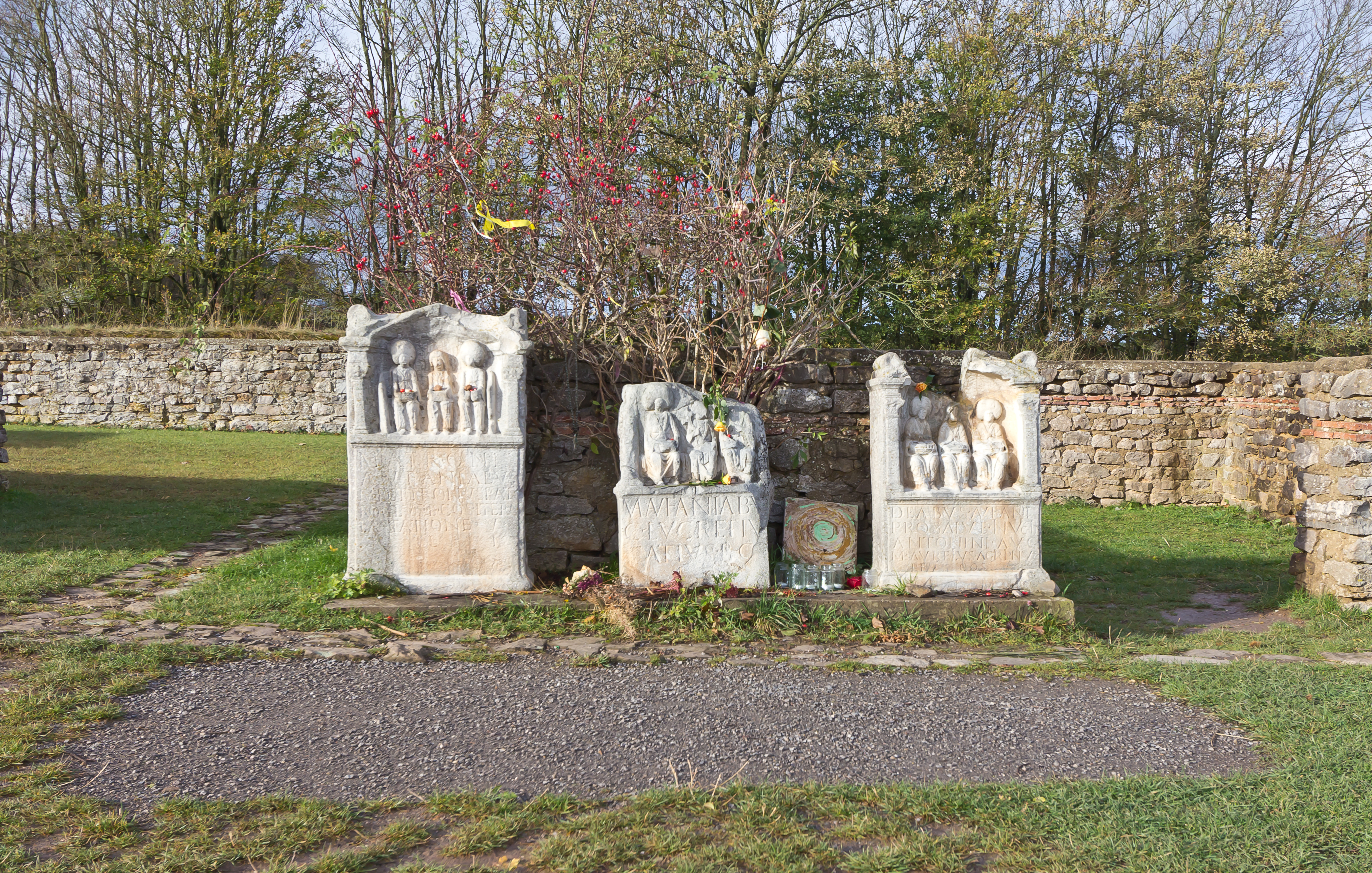
Weihesteine der Matronae Aufaniae
Detail eines Weihesteins für die Matronae